# Fearless Tour
Fearless Tour – debiutancka trasa koncertowa amerykańskiej wokalistki Taylor Swift, która odbyła się na przełomie 2009 i 2010 r.; obejmowała 106 koncertów.
W 2009 r. odbyło się 55 koncertów w Ameryce Północnej i 5 w Anglii. W 2010 r. – 7 koncertów w Australii, 1 w Japonii i 42 w Ameryce Północnej.
Artystami supportującymi Taylor byli: Gloriana, Kellie Pickler i Justin Bieber.

## Program koncertów

### 2009
1. „You Belong With Me”
2. „Our Song”
3. „Tell Me Why”
4. „Teardrops On My Guitar”
5. „Fearless”
6. „Forever & Always”
7. „Hey Stepehen”
8. „Fifteen”
9. „Tim McGraw”
10. „White Horse”
11. „Love Story”
12. „The Way I Loved You”
13. „You’re Not Sorry” (z fragmentem utworu „What Goes Around...Comes Around”)
14. „Picture To Burn”
15. „Change"

Bisy:
1. „I’m Only Me When I’m with You”
2. „Should’ve Said No"

### 2010
1. „You Belong With Me”
2. „Our Song”
3. „Tell Me Why”
4. „Teardrops On My Guitar”
5. „Fearless”
6. „Forever and Ever”
7. „Hey Stephen”
8. „Fifteen”
9. „Tim McGraw”
10. „White Horses”
11. „Love Story”
12. „The Way I Loved You”
13. „You’re Not Sorry” (z fragmentem utworu „What Goes Around...Comes Around”)
14. „Picture To Born"

Bisy:
1. „Today Was a Fairytale”
2. „Should’ve Said No"

## Lista koncertów

### Koncerty w 2009
- 23 kwietnia – Evansville, Indiana, USA – Roberts Municipal Stadium
- 24 kwietnia – Jonesboro, Arkansas, USA – ASU Convocation Center
- 25 kwietnia – St. Louis, Missouri, USA – Scottrade Center
- 30 kwietnia – North Charleston, Wirginia Zachodnia, USA – North Charleston Coliseum
- 1 maja – Jacksonville, Floryda, USA – Jacksonville Veterans Memorial Arena
- 2 maja – Biloxi, Missisipi, USA – Mississippi Coast Coliseum
- 6 i 7 maja – Londyn – Shepherd’s Bush Empire
- 14 maja – Spokane, Waszyngton, USA – Spokane Veterans Memorial Arena
- 15 maja – Seattle, Waszyngton, USA – KeyArena
- 16 maja – Portland, Oregon, USA – Rose Garden Arena
- 17 maja – Nampa, Idaho, USA – Idaho Center
- 21 maja – Glendale, Arizona, USA – Jobing com.Arena
- 22 maja – Los Angeles – Staples Center
- 23 maja – Las Vegas, Nevada, USA – Mandalay Bay Events Center
- 24 maja – San Diego, Kalifornia, USA – San Diego Sports Arena
- 26 maja – Salt Lake City, Utah, USA – EnergySolutions Arena
- 4 czerwca – Enterprise, Alabama, USA – BamaJam Farms
- 11 czerwca – Columbia, Maryland, USA – Merriweather Post Pavillion
- 12 czerwca – Greensboro, Karolina Północna, USA – Greensboro Coliseum
- 24 czerwca – Oshkosh, Wisconsin, USA – Ford Festival Grounds
- 25 czerwca – Cadott, Wisconsin, USA – Chippewa Valley
- 8 lipca – Calgary, Kanada – Pengrowth Saddledome
- 9 lipca – Edmonton, Kanada – Commonwealth Stadium
- 10 lipca – Craven, Kanada – Qu’Apelle Valley
- 11 lipca – Winnipeg, Kanada – MTS Centre
- 16 lipca – Twin Lakes, Wisconsin, USA – Country Thunder Festival Grounds
- 17 lipca – Columbus, Ohio, USA – Value City Arena
- 18 lipca – Charleston, Wirginia Zachodnia, USA – Charleston Civic Center
- 23 lipca – Cheyenne, Wyoming, USA – Frontier Park
- 25 lipca – Minot, Dakota Północna, USA – North Dakota State Fairgrounds
- 7 sierpnia – Detroit Lakes, Minnesota, USA – Soo Pass Ranch
- 9 sierpnia – Omaha, Nebraska, USA – Qwest Center Omaha
- 22 sierpnia – Chelmsford, Anglia – Hylands Park
- 23 sierpnia – Staffordshire, Anglia – Weston Park
- 27 sierpnia – Nowy Jork – Madison Square Garden
- 28 sierpnia – Uncasville, Connecticut, USA – Mohegan Sun Arena
- 29 sierpnia – University Park, Pensylwania, USA – Bryce Jordan Center
- 30 sierpnia – Louisville, Kentucky, USA – Freedom Hall
- 3 września – Duluth, Georgia, USA – Arena at Gwinnett Center
- 4 września – Greenville, Karolina Południowa, USA – BI-LO Center
- 5 września – Charlotte, Karolina Północna, USA – Time Warner Cable Arena
- 9 września – Lafayette, Luizjana, USA – Cajundome
- 10 września – Bossier City, Luizjana, USA – CenturyTel Center
- 11 września – Birmingham, Alabama, USA – BJCC Arena
- 12 września – Nashville, Tennessee, USA – Sommet Center
- 25 września – Dallas, Teksas, USA – American Airlines Center
- 26 września – North Little Rock, Arizona, USA – Verizon Arena
- 27 września – Tulsa, Oklahoma, USA – Bok Center
- 1 października – Pittsburgh, Pensylwania, USA – Mellon Arena
- 2 października – Grand Rapids, Michigan, USA – Van Andel Arena
- 3 października – Cleveland, Ohio, USA – Quicken Loans Arena
- 8 października – Indianapolis, Indiana, USA – Consesco Fieldhouse
- 9 i 10 października – Rosemont, Illinois, USA – Allstate Arena
- 11 października – Minneapolis, Minnesota, USA – Target Center
- 23 listopada – Londyn, Anglia – Wembley Arena
- 24 listopada – Manchester, Anglia – Manchester Evening News Arena

### Koncerty w 2010
- 4 lutego – Brisbane, Australia – Brisbane Entertainment Centre
- 6 i 7 lutego – Sydney, Australia – Acer Arena
- 8 lutego – Newcastle, Australia – Newcastle Entertainment Centre
- 10 i 11 lutego – Melbourne, Australia – Rod Laver Arena
- 12 lutego – Adelaide, Australia – Adelaide Entertainment Centre
- 17 lutego – Tokio, Japonia – Zepp Tokyo
- 4 marca – Tampa, Floryda, USA – St. Pete Times Forum
- 5 marca – Orlando, Floryda, USA – Amway Arena
- 7 marca – Sunrise, Floryda, USA – BankAtlantic Center
- 10 marca – Austin, Teksas, USA – Frank Erwin Center
- 11 marca – Dallas, Teksas, USA – American Airlines Center
- 12 marca – Corpus Christi, Teksas, USA – American Bank Center Arena
- 18 i 19 marca – Filadelfia, Pensylwania, USA – Wachovia Center
- 20 marca – Charlottesville, Wirginia, USA – John Paul Jones Arena
- 26 i 27 marca – Auburn Hills, Michigan, USA – The Palace of Auburn Hills
- 28 marca – Cincinnati, Ohio, USA – U.S. Arena
- 31 marca – Oklahoma City, Oklahoma, USA – Ford Center
- 1 kwietnia – Wichita, Kansas, USA – Intrust Bank Arena
- 2 kwietnia – Kansas City, Missouri, USA – Sprint Center
- 6 i 7 kwietnia – Denver, Kolorado, USA – Pepsi Center
- 10 kwietnia – Fresno, Kalifornia, USA – Save Mart Center at Fresno Jose
- 11 kwietnia – San Jose, Kalifornia, USA – HP Pavilion at San Jose
- 15 i 16 kwietnia – Los Angeles, Kalifornia, USA – Staples Center
- 29 kwietnia – Lexington, Kentucky, USA – Rupp Arena
- 30 kwietnia – Columbia, Maryland, USA – Colonial Life Arena
- 1 maja – Raleigh, Karolina Północna, USA – RBC Center
- 6 maja – Des Moines, Iowa, USA – Wells Fargo Arena
- 7 maja – Saint Paul, Minnesota, USA – Xcel Energy Center
- 8 maja – Moline, Illinois, USA – I Wireless Center
- 12 i 13 maja – Newark, New Jersey, USA – Prudential Center
- 14 i 15 maja – Uniondale, Nowy Jork – Nassau Veterans Memorial Coliseum
- 20 maja – Ottawa, Kanada – Scotiabank Place
- 21 i 22 maja – Toronto, Kanada – Air Canada Centre
- 25 i 26 maja – Houston, Teksas, USA – Toyota Center
- 1 i 2 czerwca – Waszyngton, USA – Verizon Center
- 5 czerwca – Foxborough, Massachusetts, USA – Gillette Stadium
- 10 lipca – Cavendish, Kanada – Cavendish Beach